# Cerezo (Espagne)
Pour les articles homonymes, voir Cerezo (homonymie).
Cerezo est une commune de la province de Cáceres dans la communauté autonome d'Estrémadure en Espagne.

## Géographie

### Communes limitrophes
Cerezo est attenant à Ahigal, Mohedas, Guijo de Granadilla et Santibanez el Bajo.